# Dispositivo acústico de largo alcance
El dispositivo acústico de largo alcance (en inglés: long-range acoustic device LRAD) es un arma acústica definida como “arma no letal”, producida por American Technology Corporation de EE. UU. Principalmente tiene dos usos: la emisión de mensajes y la emisión de sonidos dolorosos. Se usa en situaciones de guerra; y, para el control de afluencias de personas.
La versión actual LRAD 1000 (información del año 2008) puede emitir un sonido de 151 dBA a una distancia de un metro. Transmitir instrucciones a distancias de hasta 1,2 km sería posible sin problema. Según las especificaciones de sus fabricantes, el peso del sistema es de 7 a 140 kg; y, emite sonidos en un haz de 30–60° a 2,5 kHz.

## Funcionamiento

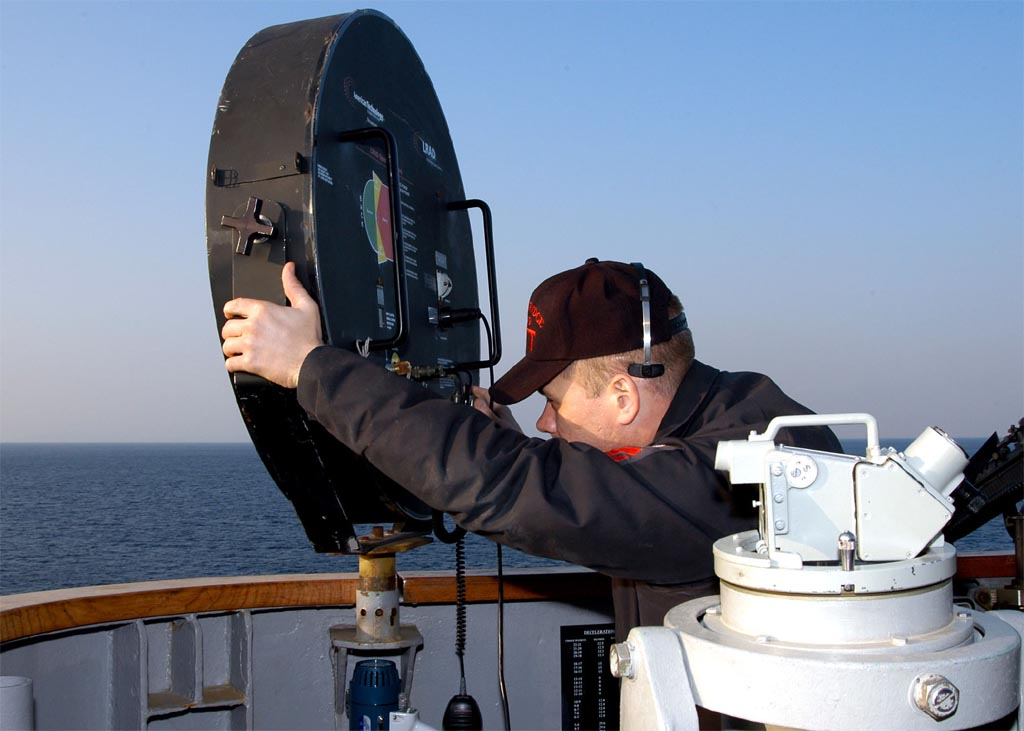
El LRAD en utilización por la marina estadounidense.

El dispositivo es circular, tiene un diámetro de 83 cm y pesa 29 kg. Se puede dirigir por dos maneras en su pared dorsal. Por una serie escalonada de transductores piezoeléctricos en fase, el LRAD a un input en una presión de sonido. Por un desfase de los transductores en el borde del LRAD y por el diámetro del dispositivo poco más grande que la mayoría de las longitudes de ondas que emite, permite un rayo relativamente direccional y con poca dispersión. Con una desviación de quince grados fuera del rayo la presión del sonido disminuye en 20 db. Una persona puede estar directamente detrás del dispositivo manejándolo a su capacidad máxima y aun así no experimentará una molestia insoportable. En su modo normal emite mensajes de hasta 120 db de una manera bien entendible. El LRAD se puede conectar con el Phraselator, un traductor vocal que entiende aproximadamente 1000 frases en inglés y lo traduce directamente a la lengua local. La segunda opción del LRAD permite emitir un sonido alto, desconcertante, y potencialmente doloroso hasta de 151 db. El tono agudo y estridente emitido se parece a un dispositivo de alarma de autos.
Para el uso civil, American Technology Corporation desarrolló versiones más pequeñas, llamado MRAD y LRAD500. La página del fabricante habla particularmente de la industria petrolera y de energía atómica como clientes potenciales.
Una versión nueva el LRAD-RX utiliza telecontrol vía Internet, adicionalmente está equipada con una cámara, focos de alta capacidad y radar para la detección de intrusos.
Frecuentemente la prensa se refiere al funcionamiento del LRAD como de “ultrasonido” siendo esto erróneo ya que de ninguna manera es basado en ultrasonidos.

## Utilización

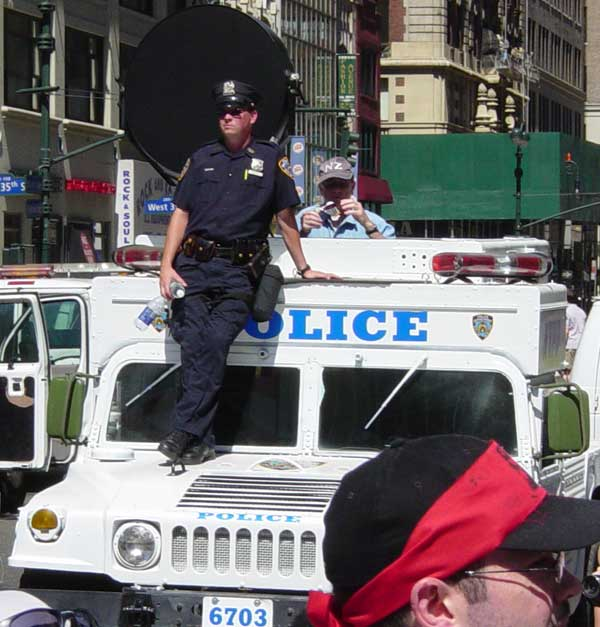
El LRAD es el dispositivo negro encima del carro policial Nueva York.

Sus orígenes y desarrollo estuvieron a cargo del Pentágono de los EE. UU. después del ataque al navío USS Cole en el año 2000. La idea original, estaba pensada para favorecer la comunicación entre navíos expuestos a un ataque y navíos atacantes, con el fin de asegurar una salida positiva a posibles conflictos.
Uno de sus principales usos hoy en día es en la segunda guerra de Irak.
Su utilización en contra de los piratas en el mar frente a Somalia en el año 2005 se comunicó mundialmente en la prensa como un éxito que demostró el supuesto potencial de resolver situaciones violentas y peligrosas sin la necesidad de aplicar armas de fuego.
Hoy en día el dispositivo es manejado por la policía en varios países del mundo en contra de manifestantes en protestas sociales. El LRAD es utilizado por los policías en Nueva York, Nueva Orleans (EE. UU.), Tblisi (Georgia), Santiago de Chile o Belgrado (Serbia) para la dispersión y el control de los manifestantes.

## Crítica
Una característica de las armas no letales es que no provocan un daño permanente en las personas que estuvieron expuestas a dicha arma. Organizaciones de derechos humanos y otorrinolaringólogos manifiestan objeciones en contra de esa evaluación. El instituto estadounidense National Institute on Deafness and Other Communication Disorders afirma que cualquier volumen encima de 90 db puede causar daños permanentes, independiente de que se use el LRAD tanto como para comunicar mensajes o para emitir un tono agudo. Sus niveles de presión de sonido puede provocar zumbido hasta daño permanente de oído y la pérdida temporal de la vista. Así se puede decir que el LRAD no entraría en la categoría de armas no letales ya que según expertos, sí provocaría daños permanentes en las personas expuestas. Se propone también darles una nueva clasificación a otras armas llamadas “armas no letales” por “armas menos letales” dentro de este último grupo entrarían las bombas lacrimógenas y carros lanzaaguas.
Como contramedidas podrían usarse tapones para los oídos u otra forma de protectores auditivos, ya que el sonido del LRAD es idéntico a cualquier otro sonido, solo que extremadamente alto. Así se criticó el LRAD como poco efectivo en su función de arma.